# Eugène Bouvier
Eugène Bouvier est un ancien combattant et résistant français né le 10 novembre 1897 à Préty et mort le 21 juin 1978 à Chalon-sur-Saône. Il survit à la déportation dans le camp de concentration nazi Buchenwald après 17 mois d'internement.

## Biographie

### Naissance
Eugène Bouvier naît le 10 novembre 1897 à Préty (Saône-et-Loire) de Louis Bouvier et Marie-Claudine Poutrain, cultivateurs.

### La Grande Guerre
Il est incorporé le 11 janvier 1916 au 44e régiment d'infanterie matricule 14519, aux armées du 20 novembre 1916 au 25 janvier 1917.
Il passe au 73e régiment d'infanterie matricule 14455, son régiment est alors rattaché à la 51e division d'infanterie.
Il est évacué le 21 avril 1917, soit cinq jours après le lancement de l'offensive Nivelle lors de la terrible bataille du chemin des dames.
Il est de nouveau opérationnel, en renfort aux armées du 21 juin 1917 au 31 août de la même année où il est à nouveau évacué du front.
Manquant aux appels du 4 septembre 1917, il est considéré comme déserteur le 9 septembre 1917 mais est arrêté puis rayé du contrôle de la désertion le 18 septembre 1917.
Malgré sa condamnation à un an de prison, jugé le 1er décembre 1917 par le conseil de guerre de la 51e DI, il est incorporé au 327e régiment d'infanterie, régiment de réserve du 127e RI, rattaché à la 162e division d'infanterie, matricule 17700.
Il est promu au grade de caporal le 3 mai 1918, cité à l'ordre du Régiment et décoré de la croix de guerre avec étoiles de bronze pour son énergie et son courage au cours de l'attaque du 31 mai 1918 lors de la bataille de Château-Thierry.

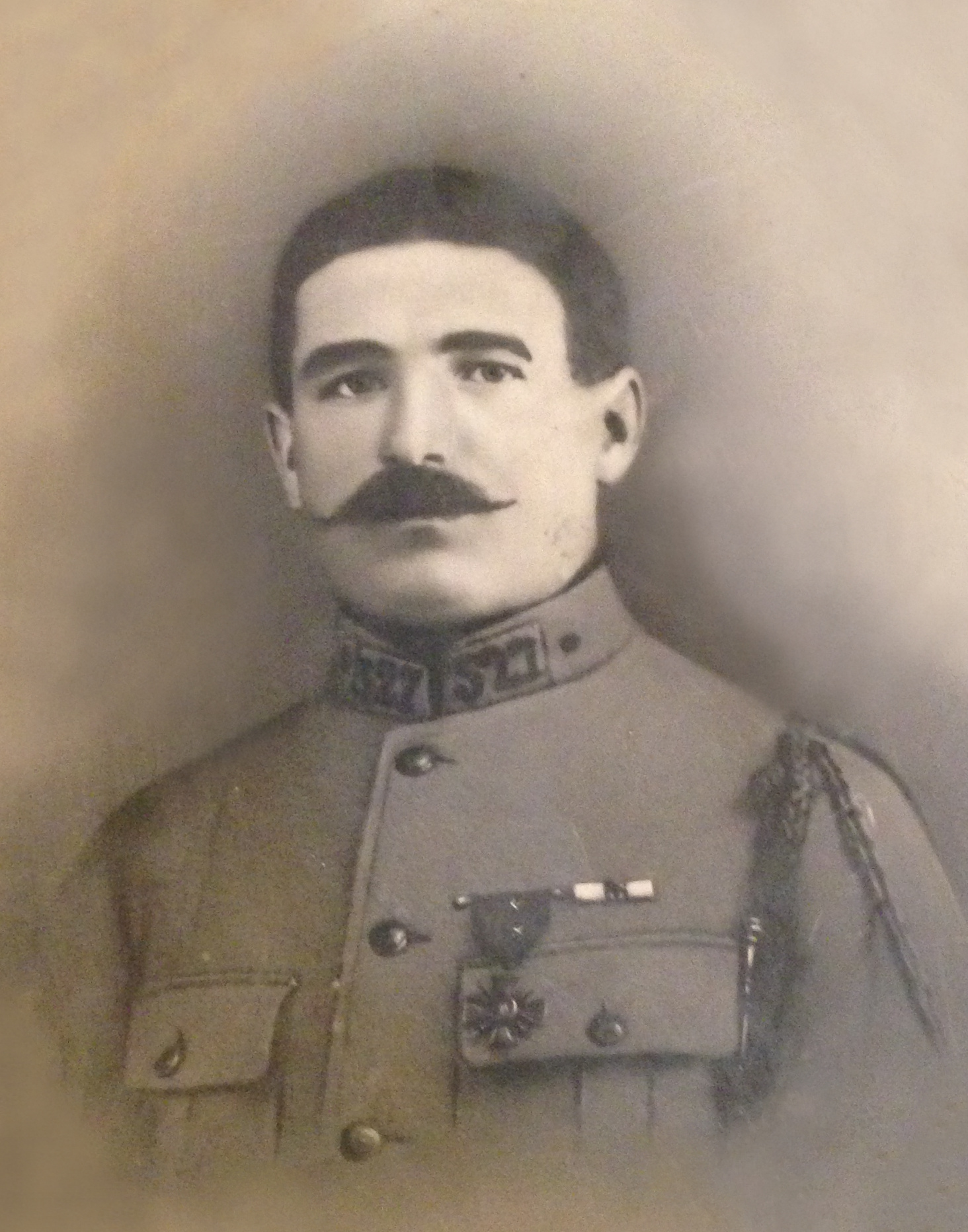
Portrait d'Eugène Bouvier, décoré de la croix de guerre 1914-1918.

### Seconde Guerre mondiale
Il est à nouveau mobilisé en 1939 puis est fait prisonnier en 1940 à la suite de l'armistice.
Son mauvais état de santé lui doit d'être relâché.
Il est démobilisé le 26 septembre 1940 à Saint-Germain-du-Plain.

### Résistance
De retour en ses foyers, il entre rapidement en résistance.
Il commence par regrouper quelques camarades, notamment Henri Martin qui deviendra son second pour la formation des groupes sédentaires de Chalon-sur-Saône, et aide à l’évasion de prisonniers de guerre. Il rallie les FFL en juin 1943 puis entre en relation avec Raymond Basset (Mary) et André Jarrot (Goujon), tous deux agents du BCRA, parachutés dans le Puy-de-Dôme, dans la nuit du 16 au 17 août 1943, afin de mener, avec l’aide de la résistance locale, la mission Armada.
Il est indiqué dans son feuillet militaire qu’il a souscrit à un engagement, en application du décret No 366 du 25 juillet 1942, au réseau action Armada, en qualité de chargé de mission de 1re classe, grade correspondant à capitaine à titre "fictif".
Il prend ensuite contact avec Marcel Martin (Chef FTP S&L Zone Nord) et son adjoint Louis Ninot, lors d’un parachutage à Saint-Désert.
Le 7 novembre 1943, un second parachutage a lieu dans le secteur de Cormatin.
Les armes, les explosifs et le matériel des parachutages seront rapatriés à l'aide de sa camionnette au gazogène dans sa propriété de Châtenoy-en-Bresse, avant d'être cachés dans du foin et des pots de grès. Plus tard, la propriété qui servait alors de "PC" en plus de l'activité initiale de commerce de vaisselle, le matériel devra changer de dépôt et sera transféré à la ferme de Raymond Brunold.

Eugène Bouvier est également chargé de former et d’organiser plusieurs groupes de « légaux » dans la région et devient leur chef sous le contrôle de Marcel Martin et Louis Ninot. Il est à la tête d'un groupe sédentaire à Châtenoy-en-Bresse, qui effectuera plusieurs actions contre l'ennemi.
Le groupe de Châtenoy neutralisera notamment un agent de la Gestapo qui tentait de s'infiltrer dans les réseaux de la région.
Son activité de négociant en vaisselle lui permet de financer largement le mouvement, palliant ainsi aux aides trop maigres provenant des parachutages.
L’objectif principal de la mission Armada était le sabotage du poste de transformation du pont Jeanne Rose à Saint-Laurent-d'Andenay afin d’interrompre l’alimentation en électricité du Creusot et ainsi d’éviter de nouveaux bombardements, meurtriers pour les populations. D’après Louis Ninot, les explosifs qui servirent à ce sabotage auraient été préparés chez Bouvier par Basset, Jarrot, Martin et lui-même.
Il est aussi amené à cacher des réfractaires au STO tels qu'Alexandre Ninot et René Picard, qui seront arrêtés en même temps que lui.
Il passe également la ligne de démarcation avec des armes ou pour rapporter des informations.

### Arrestation
Au début de la seconde semaine de novembre, un avion allemand survole la propriété, surprenant des hommes en train d'examiner des armes.
Quelques jours plus tard, une voiture tout terrain passe tout près du dépôt d'armes et dans le même temps, on signale la présence de petites vedettes sur la Saône, montées par des officiers allemands qui scrutent les berges.
Le 17 novembre 1943 à l'aube, il est réveillé par son ouvrier agricole qui le prévient de la présence des Allemands. Il tente de s'échapper par une sortie donnant sur l'arrière de la propriété mais celle-ci est encerclée. Lui et les autres occupants sont tous arrêtés.
Il tente ensuite de mettre fin à ses jours lors des interrogatoires au siège de la Gestapo de Chalon-sur-Saône, où malgré tous les mauvais traitements, il ne parlera pas.
Ce serait un prêtre allemand qui l’aurait soigné et empêché de se pendre à l’aide de sa ceinture.

### Déportation
D'abord transféré à Compiègne, c'est le 27 janvier 1944 qu'il prend le départ pour le KL Buchenwald.
Ce transport apparemment banal, a pris toute sa signification sous la plume de Jorge Semprún, qui a décrit, dans son roman intitulé Le Grand Voyage, celui auquel il avait participé.
À son arrivée au camp, et comme c'était le cas pour toutes les vagues de prisonniers qui se sont succédé, il est, après un trajet éreintant, dépouillé de tout objet personnel, rasé entièrement, plongé de force dans un bain de désinfectant pour bêtes et se voit attribuer le No 44485. Il est enregistré comme prisonnier politique français et après une période de quarantaine dans le « petit camp », endroit terrible où les détenus dorment dans d’anciennes écuries sans fenêtres ou dans de simples tentes, il occupera le bloc 48 puis le bloc 61 (Petit camp).
À la libération du camp, il occupe le bloc 39 (réservé aux prisonniers politiques français).

### Rapatriement et vie après Buchenwald
Dans le carnet qu'il tenait à l'intérieur du camp est inscrit son numéro d'interné, le numéro 44485, ainsi qu'un autre numéro, le 3423, dont on ne connait pas encore la signification.
On y retrouve également la date de libération du camp : le 11 avril 1945 à 3h (15 h, des noms d'autres déportés et la date de rapatriement : le vendredi 27 avril 1945 à 10 h 45, soit plus de 15 jours après la libération du camp.

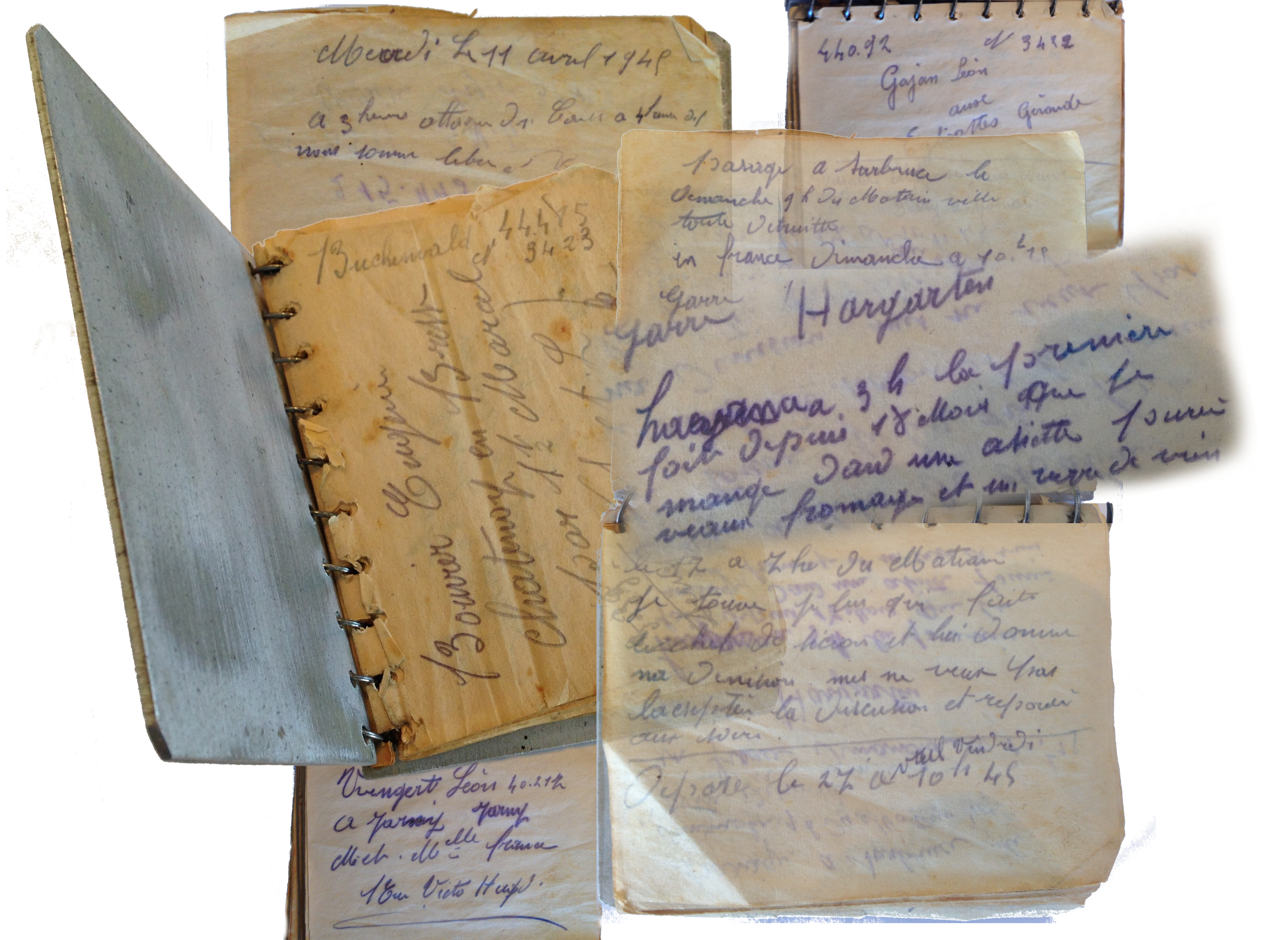
Carnet personnel tenu par Eugène Bouvier lors de son internement au KL Buchenwald.

Il se marie à Saint-Léger-sur-Dheune le 3 mars 1947 avec Marie-Clotilde Vandroux.
Il devient ensuite père de Jean-Paul puis de Rémi.
Il est adhérent du FNDIRP puis président d'honneur du comité départemental et de Chalon de l'ANACR.
Il reçoit plusieurs distinctions dont la Légion d'honneur au grade de chevalier le 14 juin 1951, puis élevé au grade d'officier le 6 septembre 1960.
Il connaît plusieurs de ses petits-enfants et meurt le 21 juin 1978, d'un cancer de l'estomac, à l’âge de 81 ans.

### Distinctions
Croix de guerre 1914–1918, deux étoiles de bronze
 Croix de guerre 1939–1945, palme de bronze
 Médaille de la résistance
 Croix du combattant volontaire 1939-1945
 Croix du combattant
 Insigne des blessés militaires
 Officier de la Légion d'honneur (1960)